# Ormosia biannulata
Ormosia biannulata är en tvåvingeart som beskrevs av Alexander 1936. Ormosia biannulata ingår i släktet Ormosia och familjen småharkrankar. Inga underarter finns listade i Catalogue of Life.